# 唐寧街12號

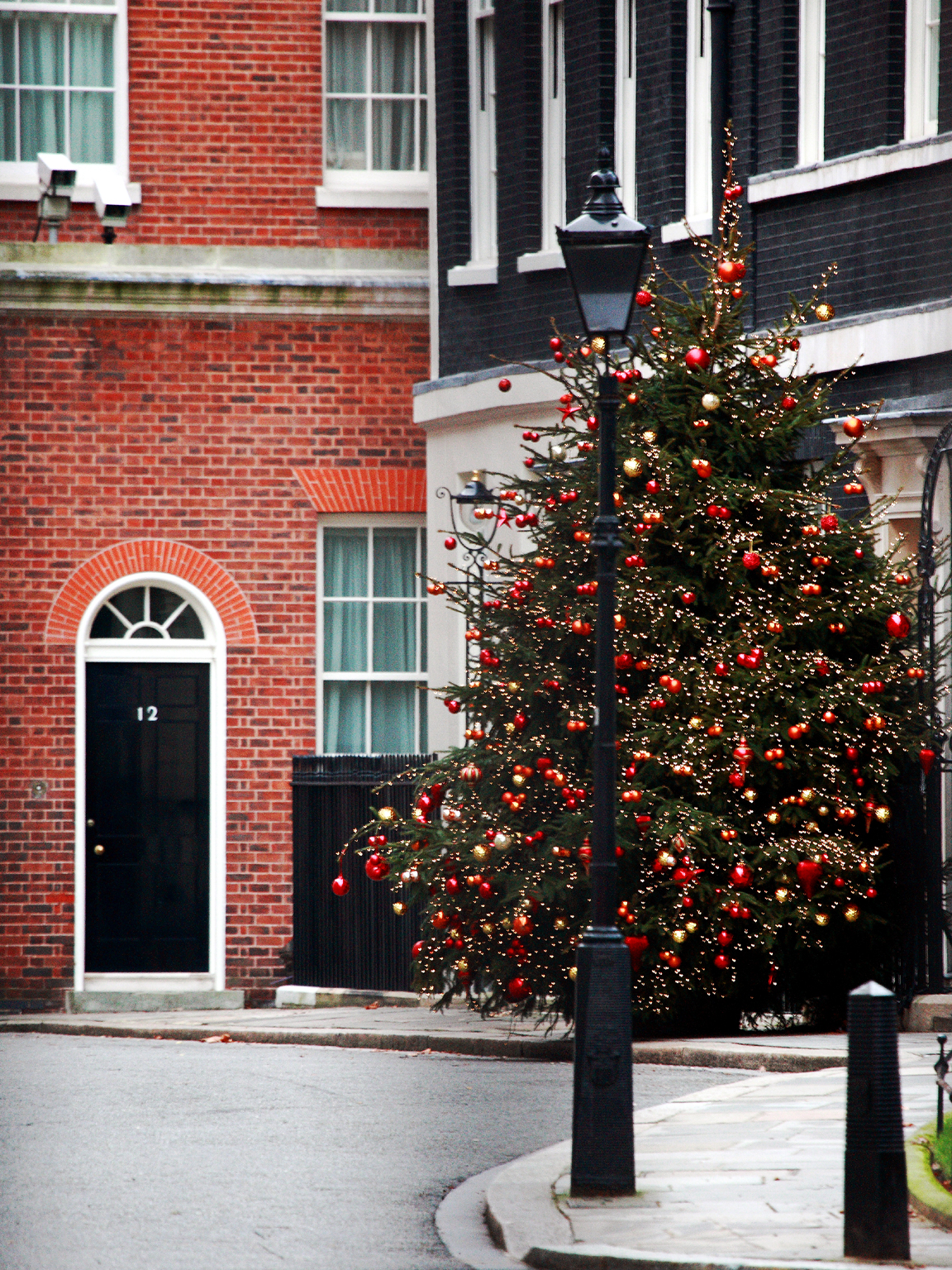
唐寧街12號，攝於2009年

唐寧街12號（英語：12 Downing Street）是一座位於英國倫敦西敏市的建築物，自1803年由英國政府擁有。傳統上是執政黨首席黨鞭的官邸，但實際上已被改為英國首相辦公室的新聞辦公室（Press Office）及政策聯絡組（Strategic Communications Unit）的辦公室。至於現今首席黨鞭的官邸則位於唐寧街9號。
唐寧街還有10號的首相官邸、11號的財政大臣官邸。